# 慶伯利岩

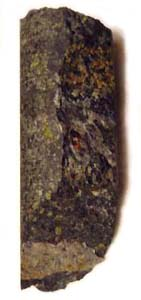
金伯利岩

金伯利岩（英語：Kimberlite），亦音譯作慶伯利岩，是一种火成岩，也是一種罕見的橄榄岩變種。同时是金刚石的母岩，因此寻找钻石矿通常由寻找金伯利岩开始。金伯利岩得名于其首次被发现的地点南非金伯利，1869年于此产出的83.5克拉(16.70g)钻石南非之星曾在该地引发一场钻石热，並開發出稱為「大坑」 (Big Hole) 的露天礦。中国大陸過往曾译作角砾云母橄榄岩。
金伯利岩以垂直結構出現在地殼中，稱為金伯利岩管以及火成岩堤，也可能以水平岩床（sill）的形式出現。金伯利岩管是當今最重要的鑽石開採來源。關於金伯利岩的共識是它們形成於地幔深處。形成的深度介於150至450公里 (93至280英哩)，可能來自異常豐富的異質地幔成分，它們的噴發快速而猛烈，常伴有相當多的二氧化碳和其他揮發成份。正是這種深度的熔融與生成，使得金伯利岩容易賦予鑽石捕虏岩。
尽管金伯利岩相对稀有，但因其作为钻石和石榴石的橄榄岩地幔包体到达地球表面的载体而引起了人们的注意。它可能比任何其他火成岩类型都更深的深度，以及它在低二氧化硅（SiO2）含量和不相容的微量元素富集方面所反映的极端岩浆成分，使得了解金伯利岩成因变得重要。

## 形態學與火山學

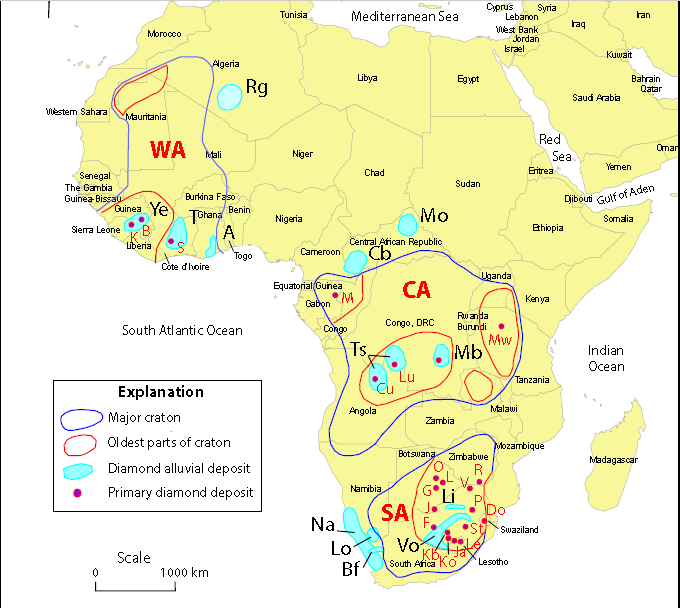
非洲金伯利岩的分佈。克拉通： CA-中非、南非 (卡拉哈里)、WA-西非；金伯利岩（以紅點顯示）： B-Banankoro, Cu-Cuango Valley, Do-Dokolwayo, F-Finsch, G-Gope, J-Kwaneng, Ja-Jagersfontein, k-Koidu, Kb-Kimberley, Ko-Koffiefontein, L-Letlhakane, Le-Letseng, Lu-Lunda, M-Mitzic, Mb-Mbuji-Mayi, Mw-Mwadui, O-Orapa, P-Premier, R-River Ranch, V-Venetia.

许多金伯利岩结构被放置为胡萝卜状的垂直侵入体，称为“管道”。这种经典的胡萝卜形状是由于金伯利质岩浆的复杂侵入过程而形成的，它继承了系统中大量的二氧化碳（CO2）和較少量的H2O，产生了深度爆炸沸腾阶段，导致大量垂直燃烧。金伯利岩分类是基于对不同岩相的识别。这些不同的岩相与特定类型的岩浆活动有关，即火山口、火山岩和浅成岩。
从历史上看，金伯利岩被分为两个不同的品种，主要根据岩相观察被称为“玄武岩”和“云母岩”。这后来由CB史密斯修订，他根据这些岩石的同位素标记将这些划分重新命名为“I组”和“II组”。RogerMitchell后来提出，这些I组和II组金伯利岩显示出如此明显的差异，以至于它们可能不像以前认为的那样密切相关。他表明，与I组金伯利岩相比，II组金伯利岩与菱镁矿的亲缘关系更密切。因此，他将II组金伯利岩重新归类为橙岩，以防止混淆。

## 岩石學
金伯利岩漿的位置與起源都是爭議的議題。金伯利岩漿的極度富集及地球化學作用，導致許多關於其來源的猜測，有模型將其來源置於次大陸岩石圈地幔 ( sub-continental lithospheric mantle , SCLM)，甚至深至過渡帶。富集的機制也一直是人們關注的議題，其模型包括部分熔融、俯衝沉積物的同化或源自原生岩漿源。

## 指示矿物
金伯利岩含有很多矿物，其化学成分表明它们是在地幔内的高压和高温下形成的。这些矿物，例如铬透辉石（辉石）、铬尖晶石、镁钛铁矿和富含铬的辉石石榴石，在大多数其他火成岩中通常不存在，因此它们特别适合用作金伯利岩的指示矿物。

## 探勘鑽石步驟
由钻出之岩柱中寻找，如有金伯利岩，则进一步大量开挖。探索频道节目更進一步介紹投資公司花了幾十萬美元深鑽地表，取出地層岩柱後卻無發現慶伯利岩，故放棄在該地點挖掘鑽石。